# PolenmARkT
Polenmarkt – (graficznie polenmARkT, dosł. polski rynek) – festiwal kultury polskiej odbywający się corocznie w listopadzie w niemieckim nadmorskim mieście Greifswald.

## Cel
Festiwal „polenmARkT” ma na celu wspieranie wymiany kulturowej między sąsiadującymi ze sobą państwami, Polską i Niemcami. PolenmARkT od pierwszej edycji w 1997 rozwinął się, obecnie polscy artyści występują na scenach festiwalu przez 10 dni. Oprócz koncertów, wystaw, spotkań autorskich, przedstawień teatralnych oraz pokazów filmowych reprezentowane są także inne formy sztuki. Wraz z festiwalem Nordischer Klang festiwal „polenmARkT” należy do najważniejszych wydarzeń kulturalnych w północno-wschodniej części Niemiec.
Najważniejszą rolę w organizacji pełni założone w 1998 roku Stowarzyszenie polenmARkT, będące zarejestrowanym prawnie stowarzyszeniem (eingetragener Verein, w skrócie e.V.). Patronat nad tym wydarzeniem obejmują m.in. miasto hanzeatyckie Greifswald, Uniwersytet w Greifswaldzie, Sparkasse Vorpommern, Alfried Krupp Wissenschaftskolleg, Centrum Literackie Pomorza Przedniego Koeppenhaus, Pommersches Landesmuseum, Muzeum Hansa Fallady.

## Historia
Pierwszy Wieczór Kultury Polskiej odbył się w 1997 w piwnicy slawistyki, tzw. Tschaika. W 1998 projekt powiększył się, przeobrażając się w tydzień kultury polskiej. Pierwsza edycja pod obecną nazwą miała miejsce w 1999 r. Grupa organizatorów uzyskała wówczas wsparcie późniejszego rektora uniwersytetu Hansa-Roberta Metelmanna.
W 2006 w „polenmARkT” wzięli udział m.in. Andrzej Stasiuk, Fred Gebler, Michael Düring, Marcin Wołoszyn, Michał Majerski, Kamil Majchrzak, Andrzej Stach oraz Dietrich Schröder. W 2007 obchodzone było dziesięciolecie istnienia festiwalu. Z tej okazji gośćmi imprezy byli Olga Tokarczuk, Zygmunt Januszewski, Tobias Weger, Michael Majerski, Bartosz Wielinski, Gerhard Gnauck oraz Jan M. Piskorski.
W 2008 festiwal odbył się po raz ostatni pod kierownictwem Christiana Lübkego. W tym samym roku na festiwalu gościli m.in. Stefan Chwin, Michał Majerski, Jan M. Piskorski, Paul Meyer, Krzysztof Zastawny, Aga Zaryan, Kinga oraz Karol Masternak.
Mottem edycji polenmARkT w 2009 było „Polska i jej sąsiedzi”. W ten sposób festiwal miał otworzyć się na Europę Wschodnią oraz Zachodnią, a także podkreślić rolę Polski, jako państwa z (historycznie) ruchomymi granicami. Kasa oszczędnościowa Sparkasse Vorpommern przekazała także nagrodę za współpracę polsko-niemiecką. Wówczas nagrodę „Pomerania Nostra” wręczono Władysławowi Filipowiakowi. Gośćmi, którzy wystąpili w tej edycji byli m.in. Natalia Sniadanko, Piotr Lachmann, Marcin oraz Bartłomiej Oleś, Hans Thill, Andrzej Kopacki, Matthias Kneip oraz Klaus Harer. W 2009 roku przemówienie inauguracyjne wygłosił ówczesny ambasador RP w Niemczech Marek Prawda. Po raz pierwszy uroczystości miały miejsce także poza Greifswaldem, m.in. w Stralsundzie. Za zasługi w rozwijaniu współpracy polsko-niemieckiej nagrodą finansową wyróżniony przez Kasę Oszczędnościową Sparkasse Pommern został Tomasz Gredes.